# Expressens Mysterium
Expressens Mysterium er en dansk stumfilm fra 1914, der er instrueret af Hjalmar Davidsen efter manuskript af Carl Gandrup og Laurids Skands.

## Handling
Denne artikel mangler et handlingsreferat. Hjælp os med at skrive det.

## Medvirkende
- Valdemar Psilander - Fréderic Nessières, fabrikant
- Christel Holch - Madeleine, Nessières hustru
- Svend Aggerholm - Laroque, fabrikant
- Carl Lauritzen - Advokat Lepellier, Nessières ven
- Birger von Cotta-Schønberg
- Oluf Billesborg
- Holger Syndergaard
- Paula Ruff
- Franz Skondrup
- Ingeborg Jensen
- Axel Boesen
- Philip Bech - Tjener
- Moritz Bielawski
- Ingeborg Spangsfeldt
- Doris Langkilde